# Lapinporokoira
De lapinporokoira of Lappen-herdershond is een speciaal als hoeder van Laplandse rendieren gefokte hond, die verwant is aan de Finse lappenhond, maar de lapinporokoira heeft een kortharige vacht. Het ras komt van oorsprong uit Finland. Het ras is officieel erkend door de Raad van Beheer op Kynologisch Gebied in Nederland op 17 december 1996.
De reu bereikt een schouderhoogte van gemiddeld 51 centimeter, de teef meet 46 centimeter. Een afwijking van 3 centimeter meer of minder mag. Het gewicht varieert tussen de 20 en 25 kilogram.

## Aard
De lapinporokoira is een vriendelijke, evenwichtige, intelligente hond, die -ondanks zijn zelfstandige aard- zich toch erg hecht aan zijn baas. Hij is prima geschikt als waakhond, maar zal alleen in uiterste nood zijn tanden gebruiken.
Akita ·
Amerikaanse akita ·
Alaska-malamute ·
Basenji ·
Canaänhond ·
Canadese eskimohond ·
Chowchow ·
Cirneco dell'Etna ·
Eurasiër ·
Europese sledehond ·
Faraohond ·
Finse lappenhond ·
Finse spits ·
Groenlandse hond ·
Hokkaido ·
IJslandse hond ·
Jämthund ·
Japanse spits ·
Kai ·
Karelische berenhond ·
Keeshond ·
Kintamanihond ·
Kishu ·
Koreaanse jindohond ·
Lapinporokoira ·
Mexicaanse naakthond ·
Noorse buhund ·
Noorse elandhond ·
Noorse lundehond ·
Norrbottenspets ·
Oost-Siberische laika ·
Peruaanse naakthond ·
Podenco canario ·
Podenco ibicenco ·
Podengo Português ·
Russisch-Europese laika ·
Samojeed ·
Shiba ·
Shikoku ·
Siberische husky ·
Taiwandog ·
Thai Bangkaew Dog ·
Thai ridgebackdog ·
Västgötaspets ·
Volpino italiano ·
Westsiberische laika ·
Yakut laika ·
Zweedse lappenhond